# Abiogenezis

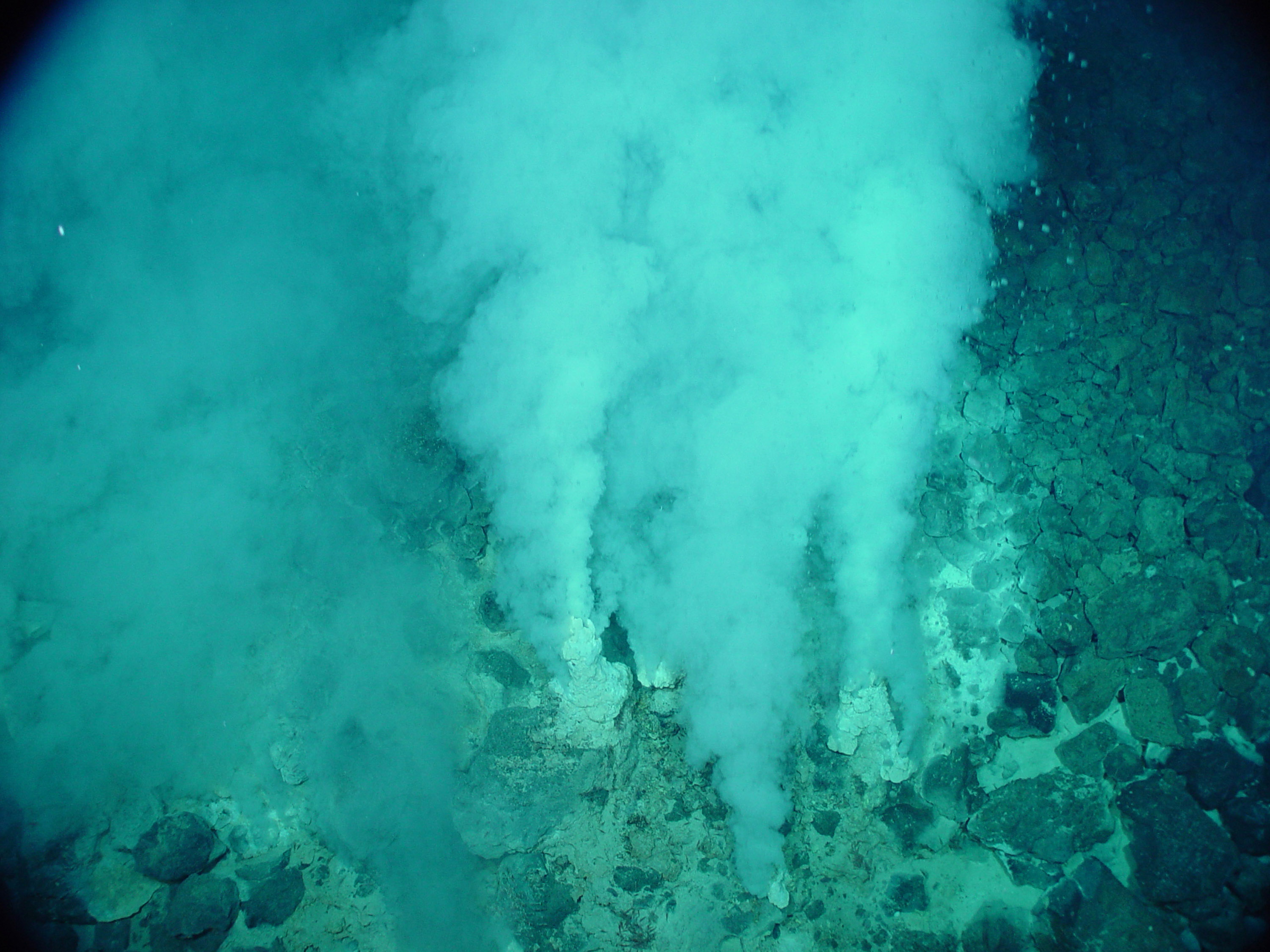
A legkorábbi ismert életformák olyan mikroorganizmus-fosszíliák, amelyeket mélytengeri hőforrások kicsapódott anyagában találtak

Az abiogenezis vagy az élet keletkezése az a természetes folyamat, amely során élettelen anyagokból (pl. egyszerű szerves molekulákból) élő szervezetek jönnek létre. Az élettelen és az élő közötti átmenet nem egyetlen esemény hatására történt, hanem a fokozódó komplexitás hosszú, fokozatos folyamata volt.
Az abiogenezis tanulmányozása számos tudományág – molekuláris biológia, paleontológia, asztrobiológia, biokémia – határterületén fekszik és azt vizsgálja, hogyan és milyen kémiai reakciók révén jött létre az élet. A korai Föld merőben más környezetet biztosított, mint a mai és az élet alapvető vegyületei, mint a fehérjék, nukleinsavak, szénhidrátok és lipidek is másképp reagáltak környezetükkel. Egy általánosan elfogadott elméletnek meg kell tudnia magyaráznia, hogyan jöttek létre ezek a vegyületcsoportok és hogyan léptek interakcióba egymással. Számos modell az önmagát lemásolni képes molekulák létrejöttét tanulmányozza. Ma ezek közül legsikeresebb az RNS-világ elmélete, amely szerint az első, élőnek mondható rendszerek RNS-en alapultak, mind az információtárolás, mind a reakciók katalizálása szempontjából.
Azt, hogy egyszerű szerves anyagokból a korai Ősföld körülményei között bonyolult biogén molekulák jöhetnek létre, már a klasszikus Miller–Urey-kísérlet bebizonyította. Az ehhez szükséges energiát villámlás, ultraibolya vagy egyéb sugárzás képes biztosítani. Egyes elméletek az anyagcserét tekintik elsődlegesnek, olyan kémiai hiperciklusok létrejöttét, amelyek aztán alapanyagokat szolgáltattak az információhordozó molekulák (nukleinsavak) szintéziséhez. Az élet keletkezéséhez szükséges kiinduló anyagok nem feltétlenül a Földön jöttek létre, az űrben (mind a Naprendszerben, mind a csillagok közötti felhőkben) számos szerves molekulát fedeztek fel.
A pánspermia elmélete szerint az élet nem a Földön keletkezett, hanem valahol másutt az Univerzumban és a mikroorganizmusok az űrön keresztül, meteorokkal vagy porral jutottak el a Földre. Az elmélet azonban nem magyarázza az élet eredeti keletkezését.
Az élet nagyon korán megjelent a Földön: míg a bolygó mintegy 4,54 milliárd éves, az első biztos életnyomok 3,5 milliárd évvel ezelőttről származnak.

## A korai Föld környezeti viszonyai
A korai, forró Földnek a feltételezések szerint másodlagos, a vulkanikus aktivitásból és üstökösök becsapódásából származó atmoszférája volt. Sokáig úgy vélték, hogy ez a légkör redukáló jellegű volt, amely elősegíti a szerves anyagok képződését és elsősorban metánt, ammóniát és vízpárát tartalmazott. A későbbi modellek az ősi kőzetek összetételére alapozva azzal számoltak, hogy a korai atmoszféra főleg vízpárából, nitrogénből, szén-dioxidból, valamint némi szén-monoxidból, hidrogénből és kénvegyületekből állt. A Föld kialakulásakor létrejövő elsődleges atmoszféra nagy mennyiségű hidrogént is tartalmazhatott, de a bolygónak nem volt elég erős a gravitációja, hogy ezt megtarthassa.
Az óceánok kb. 200 millió évvel a Föld keletkezése után jöttek létre, amikor a légkör hőmérséklete 100 °C alá csökkent. Vizük sok oldott szén-dioxidot tartalmazott, ezért pH-ja viszonylag alacsony, 5,5-5,8 lehetett. Az erős vulkanikus aktivitás és számos kisebb tektonikus lemez megléte ellenére ekkor még nem léteztek kontinensek és a Föld felületének döntő többségét víz borította. Ehhez hozzájárult még a rendkívül turbulens atmoszféra, az ózonpajzs nélküli és a mainál erőteljesebb UV-sugárzás, a kozmikus sugárzás és a gyakori aszteroidabecsapódások.
Ekkor még nagyobb, kisbolygó méretű (akár 500 km-es) égitestek is ütközhettek a Földdel, amelyek becsapódása nyomán felforrtak az óceánok és a hőmérséklet akár csak néhány ezer év múlva csökkent le annyira, hogy a víz ismét folyékony állapotban létezhessen a bolygón.

### Az élet legkorábbi bizonyítékai
A leginkább elismert elképzelések szerint az élet legkorábbi ismert formái a baktériumok, valamint az archeák (ősbaktériumok) és eukarióták együttes csoportjának közös ősei voltak. Ezt támasztják alá a molekuláris biológiai vizsgálatok is. Ismertek más, kellően alá nem támasztott nézetek is, miszerint a legősibb létformák a baktériumok Firmicutes csoportjához vagy a Chloroflexi csoporthoz tartoznak. Egy újabb elképzelés az ún. RNS-világon (lásd később) alapszik és úgy véli, hogy a korai RNS-alapú élőlények kétfelé osztódtak: RNS-vírusokra és az élet egyéb formáira, amelyek később alkalmazni kezdték a DNS-t és kifejlesztették a sejtes életet.

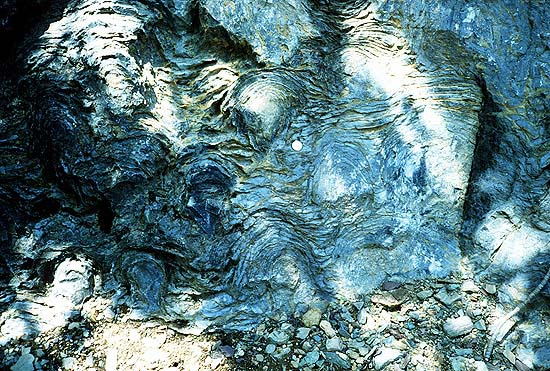
Prekambriai sztromatolitok a Gleccser Nemzeti Parkban. A 3,5 milliárd éves kövek cianobaktériumok fosszíliáit tartalmazzák

A földi élet legkorábbi nyomai mintegy 4 milliárd évesek. A kanadai Quebec tartomány északi részén az ún. Nuvvuagittuq zöldkő-övezet 3,77-4,28 milliárd éves kőzeteiben a sávos vas-oxid-kicsapódás baktériumszerű életműködésre utal, illetve mikrofosszíliákra is bukkantak. Ennek alapján az óceánok kialakulása után szinte azonnal létrejött az élet. A mikrofosszíliák szerkezete hasonló volt a mai mélytengeri hőforrások környékén élő baktériumékéhoz, ami alátámasztja azt a hipotézist, hogy az élet hasonló, magas hőmérsékletű környezetben keletkezhetett.
Említést érdemel még, hogy Grönland délnyugati részén 3,7 milliárd éves metamorf üledékes kőzetben biogén eredetű grafitot találtak, amelynek szénizotóp-eloszlása biológiai eredetre utal; ezen kívül a grafitban az élet más elemei: nitrogén, oxigén és talán foszfor is megtalálhatóak voltak. A nyugat-ausztráliai Pilbarában 3,48 milliárd éves homokkőben pedig olyan biofilm-fosszíliát tártak fel, amelyben felismerhetőek voltak az ősi, csőszerű sejtek, melyek anaerob környezetben kén oxidációjával tartották fenn magukat. Szintén nyugat-ausztráliai cirkonkristályokban található szénatomok tanulmányozása alapján arra lehet következtetni, hogy az élet már legalább 4,1 milliárd éve létezik a Földön.
Korábbi elképzelések szerint a 4,28-3,8 milliárd évvel ezelőtti időszakban a gázóriások pályájának változása miatt aszteroidák és üstökösök kerültek nagy számban a belső bolygók közelébe, és ekkor keletkeztek a Hold, a Merkúr, a Mars (és valószínűleg a Vénusz és a Föld) nagy becsapódási kráterei. Ha az élet ekkorra kialakult, az ütközések valószínűleg sterilizálták a bolygót. Ilyen körülmények között az élet legfeljebb a tengerek mélyén maradhatott fenn. Ha az első élőlények a hőforrások közelében alakultak ki, akkor erre már 4-4,2 milliárd évvel ezelőtt is lehetőségük nyílt; ha viszont a sekélyebb tengerek környezetét igényelték, kellően nyugodt körülményeket csak 3,7-4 milliárd évvel ezelőtt találhattak.

## Az élet keletkezésének kutatástörténete

### Spontán keletkezés
Arisztotelész és más ógörög filozófusok nyomán egészen a 19. századig általános volt az az elképzelés, hogy az élet bizonyos formái spontán, maguktól keletkezhetnek, ha a környezeti viszonyok megfelelőek (pl. bomló szerves anyagokból). Emellett hittek abban, hogy egyik életforma átalakulhat egy másikká, pl. virágok méhekké. Arisztotelész bizonyítottnak és megfigyelhetőnek vélte, hogy levéltetvek keletkezhetnek a növényekre hulló harmatból, legyek a trágyából, egerek a rothadó szénából, krokodilok a víz fenekén korhadó fatörzsekből stb. Nézeteit csak a 17. században kezdték el megkérdőjelezni. 1646-ban az angol Thomas Browne Pseudodoxia Epidemica c. könyvében megtámadta az élet spontán keletkezésének elvét, mire az író Alexander Ross így válaszolt neki: „Megkérdőjelezni a spontán keletkezést egyenértékű a Józan Ész, Értelem és Tapasztalat megkérdőjelezésével: ha kételyei vannak, utazzék el Egyiptomba, ahol a mezőkön nyüzsögnek a Nílus iszapjából kikelt egerek, a lakosok nagy szerencsétlenségére.”
1665-ben Robert Hooke elsőként közölt mikroorganizmusokról készült rajzokat, röviddel később pedig Antonie van Leeuwenhoek 1676-ban közzétette egysejtűekről és baktériumról készült megfigyeléseit. A szabad szemmel láthatatlan, egyszerű élőlényeket sokan a spontán életkeletkezés bizonyítékainak tartották. Leeuwenhoek maga vitába szállt kortársai nézetével, miszerint a bolhák és a tetvek a rothadó anyagokból, a békák pedig az iszapból jönnének létre, ezért számos kísérletet végzett lezárt edénybe helyezett hússal és egyéb anyagokkal és az 1680-as évek végére meggyőződött arról, hogy a spontán keletkezés elmélete hibás. Hasonló kísérleteket már az olasz Francesco Redi is végzett 1668-ban, amikor kimutatta, hogy a legyek elől elzárt húsban nem jelennek meg lárvák. Lassanként teret hódított az új elképzelés, miszerint minden élőlénynek egy másiktól kell származnia: omne vivum ex ovo („minden élő tojásból származik”).
1768-ban Lazzaro Spallanzani bebizonyította, hogy mikroorganizmusok vannak a levegőben és hogy forralással elpusztíthatóak. A végleges bizonyítékokat Louis Pasteur szolgáltatta 1861-ben, aki hosszas kísérletsorozat után kimutatta, hogy a külvilágtól elzárt, steril, tápanyagokban gazdag táptalajban soha nem jelennek meg baktériumok vagy gombák.

### Louis Pasteur és Charles Darwin

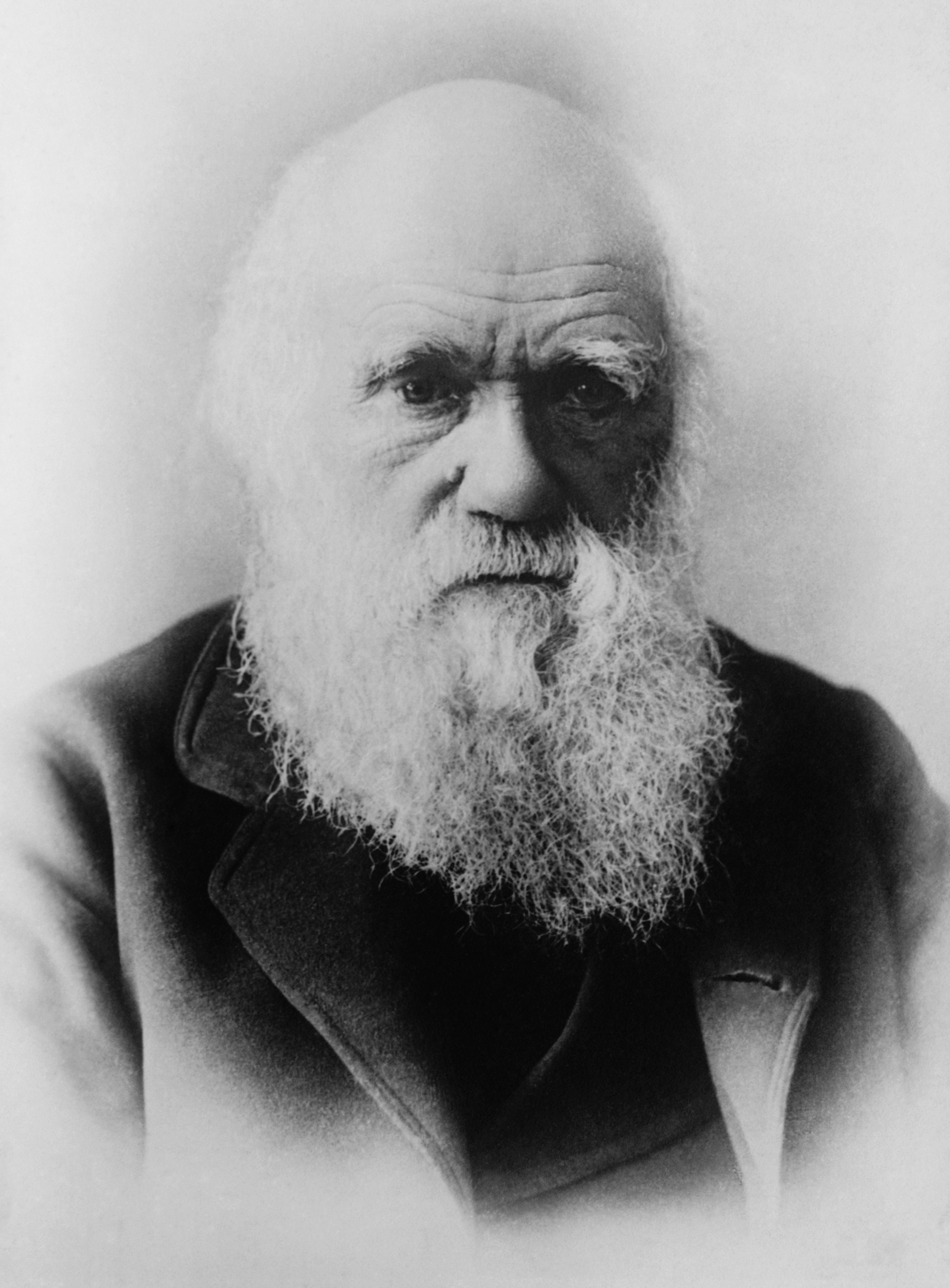
Charles Darwin

Louis Pasteur 1864-es kísérleteit követően magabiztosan kijelentette, hogy „az élet spontán keletkezésének doktrínája soha nem fog magához térni abból a halálos csapásból, amit ez az egyszerű kísérlet mért rá.” A biogenezis (vagyis hogy élő csak élőből keletkezhet, szemben az abiogenezissel, amely megengedte élőlények élettelen anyagból való létrejöttét) diadalmaskodott. Voltak, akik megpróbáltak alternatívákat keresni, pl. hogy az élet valahol másutt keletkezett a Világegyetemben és az űrön át jutott a Földre (a pánspermia elmélete). A 19. században szintén népszerű volt a Henri Bergson által propagált „életerő”-elmélet, miszerint az élettelen anyagot egy többé-kevésbé misztikus energia alakítja át élővé.
A hasonló metafizikai elképzeléseket Charles Darwin evolúciós elmélete söpörte félre. Egy 1871-ben Joseph Dalton Hookernak írt levelében így képzelte el az élet kialakulásának körülményeit: egy „meleg kis pocsolyában, mindenféle ammónia és foszforsók, fény, hő, elektromosság stb. jelenlétében vegyi úton egy proteinvegyület jött létre, készen állva az eljövendő komplex változásokra.” Néhány évvel korábban azonban arra is rámutatott, hogy „merő ostobaság jelenleg az élet eredetén gondolkodni; ezzel az erővel az anyag eredetén is gondolkodhatnánk.”

### Az „ősleves” elmélete
A témában egészen 1924-ig nem történt jelentősebb előrelépés, amikor a szovjet Alekszandr Oparin Az élet eredete c. könyvében rámutatott, hogy a mai légkörben megtalálható oxigén megakadályozná az élet építőköveinek számító szerves vegyületek kialakulását. Oparin úgy vélte, hogy a Pasteur által olyan vehemensen támadott abiogenezis folyamata valaha tényleg megtörtént, de a földi környezetben azóta történt változások miatt megismétlődése nem lehetséges; ezenkívül a már meglévő mikroorganizmusok azonnal elfogyasztanák az újonnan keletkező más életformákat. Elmélete szerint a napfény energiájának hatására a tengerben szerves vegyületek jöhettek létre, az ún. „ősleves”, amelyek komplexet képezve „koacervátumokat” képeztek. Utóbbiak fuzionálhattak egymással, vagy osztódással akár szaporodni is képesek voltak és egyfajta primitív anyagcserét folytathattak. Oparin elméletének sok eleme a modern teóriákból is visszaköszön.
Oparin és a neves evolúcióbiológus, J. B. S. Haldane elméletét Robert Shapiro a következőképpen összegezte:
1. A korai Föld redukáló atmoszférával rendelkezett.
2. Ebben az atmoszférában a különböző energiaformák hatására egyszerű szerves vegyületek (monomerek) jöttek létre.
3. A vegyületek felgyülemlettek a „levesben” és egyes helyeken (parti tócsákban, mélytengeri hőforrásoknál) bekoncentrálódhattak.
4. A további kémiai reakciók során a levesben bonyolultabb molekulák – és végül élet – formálódtak.

Az ősleveselmélet legfontosabb kísérletes alátámasztására 1952-ben került sor, amikor Stanley Miller és Harold C. Urey kimutatták, hogy az Oparin és Haldane által javasolt légköri körülmények között szervetlen anyagokból valóban létrejönnek egyszerűbb szerves molekulák. A híres Miller–Urey-kísérletben erőteljes redukáló gázok (metán, ammónia és hidrogéngáz) és vízpára keverékét tették ki elektromos kisüléseknek, és a reakciók végtermékei között egyszerűbb szerves monomereket, pl. aminosavakat is találtak. 2011-ben újraanalizálták az eltett reakciótermékeket, és kimutatták, hogy a keverék nem 5 (amennyit Miller és Urey eredetileg kimutatott), hanem 23 különböző aminosavat tartalmaz.

### Proteinoid mikrogömbök
Sidney W. Fox az élet keletkezésének következő lépését vizsgálta az 1950-es és '60-as években, amikor a korai Föld környezetének megfelelő körülmények között kis fehérjeláncok (peptidek) létrejöttével kísérletezett. Egyik kísérletében a peptidoldatot hagyta kiszáradni és azt találta, hogy ennek során hosszabb, fonálszerű, sok esetben keresztkötésekkel összekötött polipeptidek alakulnak ki, amelyeket proteinoidoknak nevezett el. Sóoldat újbóli hozzáadásával ezekből mikroszkóp alatt megfigyelhető ún. mikrogömbök formálódtak. Hasonló mikrogömbök jöttek létre, amikor az aminosavakat felforrósított vulkáni hamun inkubálta néhány óráig. Az apró gömböcskék nem voltak sejtek, bár mikroszkóp alatt hasonlítottak a cianobaktériumokra. A fellelkesülő tudóstársadalom már arról beszélt 1967-ben, hogy tíz éven belül életet tudnak teremteni a laboratóriumban, de az optimizmus túlzottnak bizonyult.

## Jelenlegi elméletek
Az élet eredetét illetően jelenleg nincs olyan modell, amely általánosan elismert lenne. Több elfogadható hipotézis létezik, amelyek bár egyes részletekben különböznek, számos pontban megegyeznek egymással és azokon az elképzeléseken alapulnak, amelyeket még Oparin és Haldane fektetett le. Eszerint az első sejteket alkotó molekulák természetes körülmények között, a molekuláris evolúció lassú folyamata révén jöttek létre. Oparin és Haldane még úgy vélte, hogy a korai atmoszféra alapvetően redukáló volt és főleg metánt, ammóniát, vizet, kén-hidrogént, szén-dioxidot és szén-monoxidot tartalmazott. A későbbi modellek inkább nitrogénből és szén-dioxidból álló légkörrel számolnak (némi szén-monoxiddal, hidrogénnel és kénvegyületekkel, vagyis kevésbé volt redukáló természetű, mint korábban feltételezték). Molekuláris oxigén és ózon csak nyomokban volt benne.
John Desmond Bernal 1967-ben közölt elmélete szerint az élet keletkezése három szakaszban történt:
1. a biológiai monomerek kialakulása
2. a biológiai polimerek kialakulása
3. a molekulák evolúciója sejtekké

Bernal ezek közül a harmadikat – a biológiai reakciók sejthártyák közé zárását – tartotta a leginkább problematikusnak. A lipidmembránokkal végzett újabb tanulmányok szerint ezek a hártyák hajlamosak maguktól szférikus liposzómákká összeállni és egyes molekulák mikropórusokat alkothatnak rajtuk, így ez a probléma – ha nem is tekinthető megoldottnak – ma már kevésbé tűnik nehéznek.
Az élet létrejöttét megelőző kémiai folyamatokat kémiai evolúciónak nevezzük. A Nobel-díjas német Manfred Eigen és az amerikai Sol Spiegelman kimutatták, hogy az evolúció (beleértve a replikációt, variációt és természetes szelekciót) nem csak szervezetek, hanem molekulák szintjén is működhet. Spiegelman kísérletet is végzett, amely során egy 4500 bázis hosszú RNS-láncot másolt sok-sok generáción keresztül, amely a kísérlet végére 218 bázisnyira rövidült (ún. „Spiegelman szörnye”), mert a rövidebb molekulák gyorsabban másolódtak („szaporodtak”). Eigen egy hasonló kísérletet 48-54 bázisnyi láncig vitt el; ez alá nem mehetett, mert ennyire szükség volt a másolóenzim kapcsolódásához.
A kémiai evolúciót a biológiai evolúció követte, amely az első sejtek kialakulásához vezetett. Hasonló fázist még nem sikerült reprodukálni, senki sem állított elő még életképes protosejtet egyszerűbb összetevőkből. Ezzel az ún. „lentről felfelé” megközelítéssel Steen Rasmussen és Jack W. Szostak próbálkozott; ők úgy vélték, hogy az első élőlények kemoszintézisből nyerték az energiát a működésükhöz. Mások – elsősorban Craig Venter – a „fentről lefelé” módszerrel kísérleteztek, vagyis minél több gén elhagyásával próbálkoznak a lehető legegyszerűbb önálló élőlény megalkotásával.
Egy 2016-ban publikált vizsgálatban 355 olyan gént azonosítottak, amely feltehetően már jelen volt az élőlények legközelebbi közös ősében. A munka során 6,1 millió prokarióta fehérjét néztek át és gyűjtötték ki azokat, amelyeket a közös őstől örökölhettek. Ezek alapján az ős anaerob volt, a reduktív acetil-CoA-út révén molekuláris hidrogén felhasználásával kötött meg szén-dioxidot, meg tudta kötni a N2-t, valamint kedvelte a magas hőmérsékletet. Mindezek alapján azt feltételezik, hogy a közös ős a mélytengeri hőforrások forró, hidrogénben, szén-dioxidban és fémionokban gazdag környezetében élhetett.
Megemlítendő a magyar Gánti Tibor kemoton-elmélete, amellyel a korai életformák felépítésének elméleti alapjait határozta meg. Elképzelése szerint már a korai élőlényeknek, kemotonoknak három alrendszerből kellett szerveződniük: egy anyagcsere-, egy információs és egy membránalrendszerből.

## A szerves molekulák eredete
Bonyolult molekulák – szervesek és szervetlenek egyaránt – természetes körülmények között mind az űrben, mind a bolygók felszínén létrejönnek. A korai Földön a szerves molekulák lehettek:
1. Földi eredetűek – a szintézishez szükséges energia származhatott aszteroidabecsapódásokból, ultraibolya sugárzásból, villámokból vagy redox-reakciókból.
2. Földönkívüli eredetűek – a csillagközi felhőkben kialakult szerves molekulák.[74][75]

A nagy rendszertani csoportok közös ősei jellemzően a hipertermofil organizmusok közül kerülnek ki

Egyes számítógépes szimulációs modellek szerint az élet létrejöttéhez szükséges szerves molekulák egy része még a bolygók kialakulása előtt, a korai Nap körül keringő gázfelhőben szintetizálódhatott. Hasonló folyamatok természetesen más, bolygórendszerrel rendelkező csillagok körül is lejátszódhattak. A becslések szerint az ekképpen kívülről kapott szerves anyagok mennyisége legalábbis összevethető a földi folyamatok során létrejött anyagokéval.
A Föld korai életszakaszában a sűrű aszteroidabecsapódások több tíz méter mélyen sterilizálhatták a bolygó teljes felszínét. Amennyiben az élet ennél mélyebben keletkezett, akkor egyúttal védve volt a fiatal Nap erőteljes ultraibolya sugárzásától is. Everett Shock kutatásai során azt találta, hogy a mélytengeri, geotermikusan aktív környezet, a tengervíz és vulkanikus gázok, folyadékok elegyedése jóval több szerves molekulát hozhat létre, mint a Miller–Urey-kísérlet. Becslése szerint a felhasználható energia maximuma 100–150 °C körül található, amelynek alsó határát a hipertermofil és hiperacidofil archeák (molekuláris biológiai vizsgálatok szerint a közös őshöz legközelebb álló élőlények) optimálisnak találják a létezésükhöz.

### Kémiai szintézis
Az önszerveződést és a replikációt az élő szervezetek tulajdonságának szokás tartani, ám megfelelő körülmények között élettelen molekulák is hasonlóan tudnak viselkedni. Elméleti modellek szerint a mélytengeri hőforrások nyújtotta környezetben a ribonukleinsavak képesek maguktól összeállni. A vírusfehérjék és -nukleinsavak vírusrészecskévé (virionná) való spontán összeszerelődése is az élet eredetét vizsgáló kutatók érdeklődésének homlokterében áll. A vegyületek létrejöttéhez szükséges energiát számos forrásból meríthették, mint a geotermikus hő, villámlás, vagy akár a hullámzás kavitációs energiája. A légköri szervetlen szén (szén-dioxid) megkötésére szerves molekulákra többek között a következő reakciót feltételezik:
FeS + H2S → FeS2 + 2H+ + 2e−
FeS + H2S + CO2 → FeS2 + HCOOH
Ez a reakció semleges pH-n és 100 °C körüli hőmérsékleten zajlik le. A hőforrások körüli vasat és ként tartalmazó felszíneken kisebb mennyiségben egyszerűbb aminosavak és már biológiai metabolitok is keletkeznek.
A különböző ásványi anyagok jelenlétében hevített formamidból (meglehetősen gyakori anyag, a víz és a hidrogén-cianid reakcióterméke) mind a négy ribonukleotid létrejöhet. A víz elpárolgása révén könnyen be is koncentrálódhatott. A hidrogén-cianid (amely csak a mai, oxigénnel légző élőlények számára mérgező) egyszerű aminosavak (glicin) szintézisében is részt vehetett.
1961-ben kimutatták, hogy ammónium-cianid vizes oldatát hevítve a DNS és RNS egyik alkotóeleme, adenin keletkezik. Mások arra a következtetésre jutottak, hogy a fagyási hőmérséklet is előnyös a purinbázisok szintéziséhez, mert a prekurzorai (mint a hidrogén-cianid) ilyenkor bekoncentrálódnak. A pirimidinbázisok (mint a citozin vagy az uracil) viszont inkább forrásközeli hőmérsékletet igényelnek. Stanley L. Miller és munkatársai analizáltak egy 1972–1997 között fagyasztóban tartott ammónia- és cianidtartalmú oldatot: hét különböző aminosavat és tizenegyféle nukleobázist találtak benne. Más kutatók többszöri fagyasztás-felolvasztás cikluson átesett, reduktív gázok alatt tartott ureaoldatban adenint, pirimidineket (többek között citozint és uracilt), valamint sz-triazinokat (alternatív nukleobázisokat) mutattak ki. A fagyasztás során a víz a jégkristályokba tömörül, így az oldat többi összetevője lokálisan bekoncentrálódhat. A korai kísérletekben preferált reduktív atmoszférával szemben ma úgy gondolják, hogy az élet inkább semleges vagy csak gyengén redukáló légkör alatt jöhetett létre. Ez csökkenti a kísérletek során szintetizálódó aminosavak változatosságát, másrészt viszont felvetették, hogy a vas és karbonát jelenléte jótékony hatással lehetett a reakciók során keletkező aminosavak sokféleségére.
Egy 2015-ben közölt kísérletsorozatban a kutatók úgy találták, hogy hidrogén-cianidból és hidrogén-szulfidból kiinduló reakciósorozat ultraibolya fény hatására fehérjék, lipidek és RNS komponenseit produkálta viszonylag kevés melléktermék kíséretében.
Problémák merültek fel viszont a monomerek polimerré való egyesülésével, legalábbis az „ősleves”-elmélet által sugallt körülmények között. A Miller–Urey-kísérletben például olyan szerves anyagok is keletkeztek viszonylag nagy mennyiségben, amelyek az aminosavakkal reagálva megakadályozzák a polimerizációt.

### Autokatalízis
Az autokatalizátorok saját maguk képződését segítik elő, így bizonyos szempontból replikálódó molekuláknak tekinthetők. A legegyszerűbb önreplikáló kémiai rendszerek az autokatalízisen alapulnak és általában legalább háromfajta molekulát: a terméket és két prekurzort tartalmaznak. A termék molekulája a prekurzorokéhoz kapcsolódik és közel hozva őket egymáshoz elősegíti még több termék szintézisét. Hasonló rendszerek léteznek biológiai makromolekulákkal, de kisebb méretű szerves anyagokkal is. Előfordulnak más mechanizmusú önreplikáló rendszerek is, mint például a lipidekből összeálló micellák vagy vezikulák, amelyek bizonyos méret elérése után „osztódnak”.
A magyar származású Rebek Gyula kísérletében amino-adenozint és pentafluorfenil-észtert vegyített amino-adenozin-triacid-észterrel (AATE). Az egyik reakciótermék az AATE olyan változata volt, amely saját maga létrejöttét segítette elő, példáját adva egyfajta primitív, molekuláris szintű mutációnak és természetes szelekciónak. Rebek munkáját Richard Dawkins is megemlítette Az ősök meséje c. 2004-es könyvében.
Az 1970-es évek elején Manfred Eigen és Peter Schuster a prebiotikus őslevesben potenciálisan kialakuló, önmagát replikáló kémiai hiperciklusokat tanulmányozta. A hiperciklus egy olyan rendszer, amely működése során újraalkotja komponenseit: például egy információhordozó RNS-ről enzim, arról másik információhordozó keletkezik, míg végül a ciklus utolsó tagja létrehozza az első tagot. A matematikai modellek során a hiperciklusok változatai természetes szelekción mentek át és egyfajta darwini evolúciós folyamatot mutattak. A hiperciklus-elméletnek jelentős lökést adott a ribozimek felfedezése, amelyek olyan RNS-molekulák, amelyek kémiai reakciókat képesek katalizálni. A hiperciklusok viszont feltételezik olyan komplex biomolekulák létét, amelyek a klasszikus Miller–Urey-kísérlet feltételeivel nem jöhettek létre.
A korai biológiai rendszerek egyik nagy problémája a másolási hiba, amely elvben néhány generáció alatt megsemmisíti a molekulák által hordozott információt. Az ausztrál-kanadai Geoffrey W. Hoffmann azt mutatta ki, hogy elméletben még egy hibázó másolási mechanizmussal is lehetséges információt stabil módon fenntartani.

### A homokiralitás problémája
A homokiralitás azt jelenti, amikor egy rendszerben a királis molekulák (azonos összetételűek, de háromdimenziósan egymás tükörképei, egymásba át nem forgathatók) egyneműek. A mai élő szervezetek a királis molekulák közül szinte kizárólag csak az egyik változatot használják, például az aminosavak esetében a „bal”-, a cukroknál a „jobbkezeseket”. Megfelelő katalizátor hiányában a mesterségesen előállított királis anyagok általában 50-50%-ban (ún. racém elegy) tartalmazzák mindkét változatot. Több módszer is ismert az egyensúly eltolására valamelyik irányba, pl. a polarizált fény, a felületén katalizáló kvarckristály, de ilyen – csekély – hatást válthat ki a Föld forgása, vagy előfordulhat spontán szimmetriasértés is.
Ha már létrejött egy csekély eltérés a két változat gyakorisága között, akkor ez a későbbiekben tovább növekedhet; pl. aszimmetrikus autokatalízis révén, mint az a Szoai-reakcióban történik. Ilyenkor a katalizátor maga is egy királis molekula és a saját „irányultságát” létrehozó reakciót fogja segíteni. Elég ha az egyik enantiomerből (jobb vagy bal irányúból) kezdetben csak egy kicsivel van több (pl. polarizált fény hatására), a katalízis a reakció során fel fogja nagyítani a különbséget.
Egyes vélemények szerint a kezdeti homokiralitás eredete az űrben keresendő, ugyanis már a meteoritokban talált aminosavak esetében is kétszer vagy akár háromszor gyakoribbak az L-formák a D-formáknál; ennek oka a molekulák létrejöttekor jelenlevő kristályfelületek kiralitása lehet. A cukrok esetében ugyanez a helyzet, a földi élet által preferált D-változat gyakoribb a meteoritokban.

## Membránok és replikáció

### Protosejtek

A foszofolipidek vizes közegben felvett formái: liposzóma, micella és kettős membrán

A protosejt önszerveződésű, lipidmembránnal rendelkező struktúra, amelynek létrejöttét létfontosságúnak ítélik az élet kialakulása során. Működőképes protosejteket laboratóriumban egyelőre még nem sikerült előállítani, bár egyes kutatók szerint már közel járunk az áttöréshez.
A protosejtszerű, önszerveződésű vezikulumok már a legprimitívebb mai sejtekben is megtalálhatóak és alapvető fontosságúak a kompartmentalizációs folyamatokban. A sejt működéséhez feltétlenül szükség van ahhoz, hogy elkülönüljön a környezetétől, különben összetevői szétdiffundálnak a környező közegben. Egyes kutatók, mint Irene A. Chen és Jack W. Szostak úgy vélik, hogy a protosejtek kialakulása összefüggött a lipidmembránt alkotó molekulák utáni versennyel és a membrán és a vezikulum tartalmának kölcsönös együttműködésével; az ilyen közreműködés feltételezésével jelentősen leegyszerűsödik a replikálódó biomolekuláktól a valódi sejtekig tartó út. A lipidmolekulák utáni versengés a stabil membránstruktúrák elterjedésével jár, amely előnyhöz juttatja a keresztkötött zsírsavakat vagy a ma általánosan elterjedt foszfolipideket alkalmazó membránokat. A protosejtek létrejötte lehetővé tehetett egyfajta primitív energiatárolást is elektrokémiai gradiens formájában. Mindenesetre egy 2002-es kísérletben kimutatták, hogy montmorillonit agyag hozzáadásával a zsírsavmicellák vezikulummá való egyesülését akár százszorosan is fel lehet gyorsítani.
A protosejtek létrejöttének másik modellje a dzsívanu-hipotézis („életrészecske” szanszkritul). Ezeket a sejtszerű részecskéket először 1963-ban szintetizálta Krisna Bahadur indiai tudós, amikor egyszerű ásványi és szerves anyagok oldatát napfénynek tette ki. A fotokémiai reakciók során féligáteresztő membránnal határolt partikulák jöttek létre, amelyek bizonyos nagyon egyszerű anyagcserefolyamatokat is produkáltak. Az oldatban aminosavakat, foszfolipideket, szénhidrátok és RNS-szerű molekulákat is kimutattak. Bahadur eredményeit a nyugati tudományos közvélemény ambivalensen fogadta, a dzsívanuk tulajdonságait egyelőre még nem tisztázták pontosan.

### RNS-világ

A Thermus termophilus riboszómájának 30S alegysége. A fehérjék kékek, az RNS narancssárga

Az RNS-világ elmélete szerint az élet kezdeti szakaszában még csak katalitikus aktivitású, önmásoló RNS-ek léteztek, fehérjék és DNS nélkül. A hipotézist több, egymástól független bizonyíték támasztja alá, mint például hogy az RNS alapvető a transzláció (a genetikai információ fehérjévé való átfordítása) folyamatában, és hogy a katalitikus kis RNS-molekulák mindenütt megtalálhatóak, ahol információátvitel történik. A riboszóma működése az egyik legfőbb bizonyíték az elmélet hívei szerint, ugyanis működése alapján az valójában egy ribozim, a peptidkötéseket kialakító aktív centrum közelében nincsenek is aminosav-oldalláncok. Az RNS-világ elméletét először Alexander Rich vetette fel 1962-ben, az elnevezést pedig Walter Gilbert használta elsőként 1986-ban.
A fehérjék feltehetően úgy léptek be a folyamatba, hogy eleinte az RNS-ek rövid peptid-kofaktorokat használtak a megkettőződés folyamán. Az első riboszómák valószínűleg teljes mértékben RNS-ből álltak, bár egyes funkcióikat később fehérjék vették át. Egyelőre még nem tisztázott, milyen szelekciós folyamat vezetett a riboszóma evolúciójához, és hogyan alakulhatott ki a genetikai kód.
Az orosz származású amerikai kutató, Eugene Koonin szerint az élet eredetének kutatása során egyelőre még nem találtak megfelelő megoldást a replikáció és transzláció kialakulásának kérdésére és bár erre a problémára egyelőre az RNS-világ elmélete nyújtja a legígéretesebb megközelítést, a hatékony RNS-replikáz vagy a transzlációs rendszer létrejötte továbbra is nyitott probléma.

#### Vírus-eredet
A vírusok származása egyelőre nem tisztázott és az egyik népszerű elmélet szerint igen ősi lények, még az élet hajnalán jöttek létre. Egyes kutatók szerint a primitív, vírusnál is egyszerűbb lények, a viroidok ebből a korszakból maradtak fenn. Egy 2015-ös bioinformatikai kutatás a fehérjék háromdimenziós struktúráját hasonlította össze a különböző életformák között és ez alapján fejlődési fát alakítottak ki. Az eredmények szerint a fehérjék térszerkezete a genetikai kódnál jobb mutatója az ősi történéseknek, mert az utóbbi neutrális mutációkkal hajlamos elcsúszni, míg az általa kódolt funkcionális szerkezet megmaradhat. Úgy találták, hogy a vírusfehérjék nagyon ősi szerkezeteket őriznek. A kutatók véleménye szerint az ősi „virosejtek” elvesztették sejtes tulajdonságaikat, és vírusokká váltak, míg másik, velük egyidőben létező származási vonalak modern sejtekké fejlődtek. Az adatok arra utalnak, hogy a vírusok olyan ősi sejtekből származnak, amelyek egyidőben léteztek a modern sejtek őseivel. A virosejtek genomja feltehetően szegmentált – több darabból álló – RNS-ekből állt.

### RNS-szintézis
Az RNS-molekulák létrejöttét illetően több hipotézis is létezik. Egészen 1994-ig nem találtak magyarázatot a citozin és uracil nukleotidok abiogén szintézisére, ám azóta több lehetséges módszert is kimutattak; például a különböző ásványi anyagok jelenlétében hevített formamidból mind a négy ribonukleotid (és más biomolekulák) kialakul. Aminosavak oldatának melegítésekor pedig proteinoid mikrogömbök alakulnak ki, amelyek hasonlóan viselkednek, mint a lipidmembránok által közrefogott liposzómák. Bonyolult szerves molekulák szintetizálódhatnak agyag vagy pirit felületén.
Az RNS-t azért tartják a korai élet egyik kulcsmolekulájának, mert egyszerre képes információt tárolni és (ribozimként) katalitikus aktivitással is rendelkezhet. A mai napig alapvető szerepet játszik a genetikai információ kifejeződésében, valamint komponensei könnyen létrejöhettek a fiatal Föld környezeti körülményei közepette. A kutatóknak sikerült replikációra képes, viszonylag rövid RNS-molekulákat előállítani. Az ilyen RNS-ek egyszerre szolgáltatják a replikációhoz szükséges mintát (templátot) és gyorsítják meg a másolat létrejöttét. Jack W. Szostak kimutatta, hogy bizonyos katalitikus RNS-ek kisebb RNS-molekulák összekapcsolásával másolhatják le saját magukat. Megfelelő körülmények között a természetes szelekció azokat a replikátorokat részesíti előnyben, amelyek együttműködve, rendszerként képesek munkálkodni. Ilyen rendszer lehet két ribozim együttese, amelyek egymás szintézisét segítik elő; a kísérletek szerint a kettőződéshez elegendő volt egy óra és az adott körülmények között hatott rájuk a természetes szelekció is. A vizsgálatok során olyan új rendszerek is kialakultak, amelyek hatékonyabban tudták replikálni magukat; ez volt az első eset, hogy egy mesterséges molekuláris genetikai rendszerben evolúciót figyelhettek meg.
Az élet akkor kezdődhetett (bár ez függ attól is, hogyan definiáljuk az életet) amikor az RNS-láncok elkezdték lemásolni önmagukat és teljesült a darwini szelekció három alapfeltétele: az örökölhetőség, a változatosság és a reprodukció limitáltsága. Az RNS-replikátor hatékonysága (másolatainak száma) a nukleotidszekvenciája által meghatározott alkalmazkodóképességétől és a környezet erőforrásaitól függhetett. A korai körülmények között a legfontosabb adaptív képességek a következők voltak: (1) közepes pontossággal végzett replikáció, amely lehetővé tette az információ átadását, de az új variánsok létrejöttét is, (2) kémiai stabilitás és (3) a környezeti erőforrások felhasználása. Ezeket a funkciókat az RNS-replikátorok a szekvenciájuk által meghatározott 3D-struktúrák révén gyakorolhatták.
Egyes kutatók úgy vélik, hogy az RNS létrejöttét elősegíti a bór, molibdén és oxigén jelenléte, és hogy hasonló feltételek inkább lehettek jelen a Marson, mint a fiatal Földön. A korai replikátorok aztán meteorok közvetítésével juthattak át a Földre.
Elképzelhető, hogy az első önreplikáló molekula valamilyen másfajta nukleinsav volt, pl. peptid-nukleinsav, treóz-nukleinsav, vagy glikol-nukleinsav, az RNS pedig csak később váltotta fel őket. A formózreakció során a ribózon kívül más cukrok is bőségesen szintetizálódnak, ezért Larralde és társai leszögezik, hogy eredményeik szerint a kezdeti örökítőanyag alapját nem képezhette ribóz vagy más cukor, ezek instabilitása miatt. A ribóz-foszfát észterkötések hajlamosak ugyanis a hidrolízisre.

## Az anyagcsere eredete
Anyagcserére emlékeztető reakciók már igen korán, még az első élőlények előtt is végbementek a Föld óceánjaiban. Közülük vannak, amelyek emlékeztetnek a biológiai metabolizmus néhány alapvető folyamatára, mint a glikolízisre és a pentóz-foszfát útra; ezek többek között a nukleinsavak, fehérjék és lipidek prekurzorait szolgáltatják a szervezet számára.

### A vas-kén világ
A vas-kén hipotézist a német Günter Wächtershäuser publikálta az 1980-as években. Modelljében – a Miller-féle kísérlettől eltérően – a szerves anyagok szintéziséhez szükséges energia nem kívülről származik villámok vagy UV-sugárzás formájában, hanem pirit (FeS2) és más szulfidvegyületek redoxireakcióiból adódik. Hasonló szulfidok vizes közegben való 100 °C-ra való hevítése kis mennyiségben di- és tripeptideket eredményezett.
Az élet kialakulásának jónéhány modellje elveti az RNS-világ „csupasz génjeit” és valószínűbbnek tartják, hogy ezek létrejötte előtt már léteztek primitív anyagcsere-rendszerek, amelyek elősegítették a nukleinsavak fennmaradását. Feltételezhető, hogy a citrátciklus a metabolizmus egyik első folyamata lehetett, legalábbis erre utal, hogy mindmáig központi szerepet játszik az anyagcserefolyamatokban és alapvető a szén-dioxid és a hidrogénionok komplex szerves molekulákká való szerveződésében. Az anyagcserét elsődlegesnek tartó kutatók szerint „az élet célja a szén-dioxid hidrogénezése”.
Az anyagcserével induló élet modelljének egyik legkorábbi képviselője Oparin hipotézise volt, még annak felismerése előtt, hogy a DNS a sejtek örökítő anyaga. Wächtershäuser vas-kén elmélete ezek egyik képviselője, de ide sorolható még a Nobel-díjas Christian de Duve hipotézise, amely a tioészterek kémiáján alapult, vagy Freeman Dyson matematikai modellje és Stuart Kauffman autokatalitikus reakciókon alapuló elmélete.
Valószínűtlennek látszik azonban, hogy egy olyan soklépéses körfolyamat, mint a citrátciklus önszerveződő módon létrejöhetett volna a vas-szulfid kristályok felszínén. Kezdetben valószínűleg egyszerűbb folyamatokkal indult, pl. egy nyílt rendszerű acetil-CoA úttal (egyike az élet által használt öt szén-dioxidfixáló kémiai folyamatnak). Az út kulcsenzime a szén-monoxid dehidrogenáz/CO-metiláló acetil-CoA szintáz, amely aktív centrumában nikkel-, vas-, és kénmolekulákat tartalmaz. A rendszer működéséhez szükséges tioészterek azonban igen bomlékonyak a mélytengeri hőforrások körülményei közepette.

### A cinkvilág
A cinkvilág hipotézisét Armen Y. Mulkidjanian vas-kén világ elmélet továbbfejlesztésével alkotta. Wächtershäuser úgy gondolta, hogy miután létrejöttek a fontos biomolekulák (RNS, fehérjék) alapegységei, azok hozzátapadtak a pirit felszínéhez és a fizikai közelség elősegítette polimerizációjukat. A cinkvilág teóriája szerint a tengeri hőforrások környezetében nagy mennyiségű szulfid  – pirit (FeS2), kalkopirit (CuFeS2), szfalerit (ZnS), galenit (PbS) és alabandit (MnS) – halmozódott fel. A ZnS és a MnS egyedi tulajdonsága, hogy tárolni képes a sugárzási energiát, pl. amit UV-fényből kapnak. Mivel ekkor az ultraibolya sugárzás 10-100-szor erősebb volt a mainál, a sekély tengerekben a ZnS elegendő energiát halmozhatott fel, amellyel segítette a biomolekulák reakcióit.
A cink fontos szerepét alátámasztja a korai tengerek iontartalmának rekonstrukciós kísérlete. A biokémikusoknak már rég feltűnt a testfolyadékok és a tengervíz összetételének hasonlósága a szervetlen anyagok tekintetében, azonban jelentős különbségek is kimutathatók; utóbbiak alapján Mulkidjanian megkísérelte összeállítani az első sejtek ionkörnyezetét. A leginkább elterjedt és alapvető fehérjék elsősorban K+, Zn2+, Mn2+ valamint foszfátionokat igényelnek működésükhöz. A korai oxigénszegény és szén-dioxid dominálta miliőben a geotermikus források környezetében olyan ionösszetétel várható, amely nagyon hasonlít a modern sejtek citoplazmájáéra. Eszerint az élet bölcsője olyan sekély pocsolyákban lehetett, amelynek feneke porózus szilikátásványokból és fém-szulfidokból állt és bőven tartalmazott káliumot, cinket és foszforvegyületeket.

### A mélytengeri hőforrás elmélete

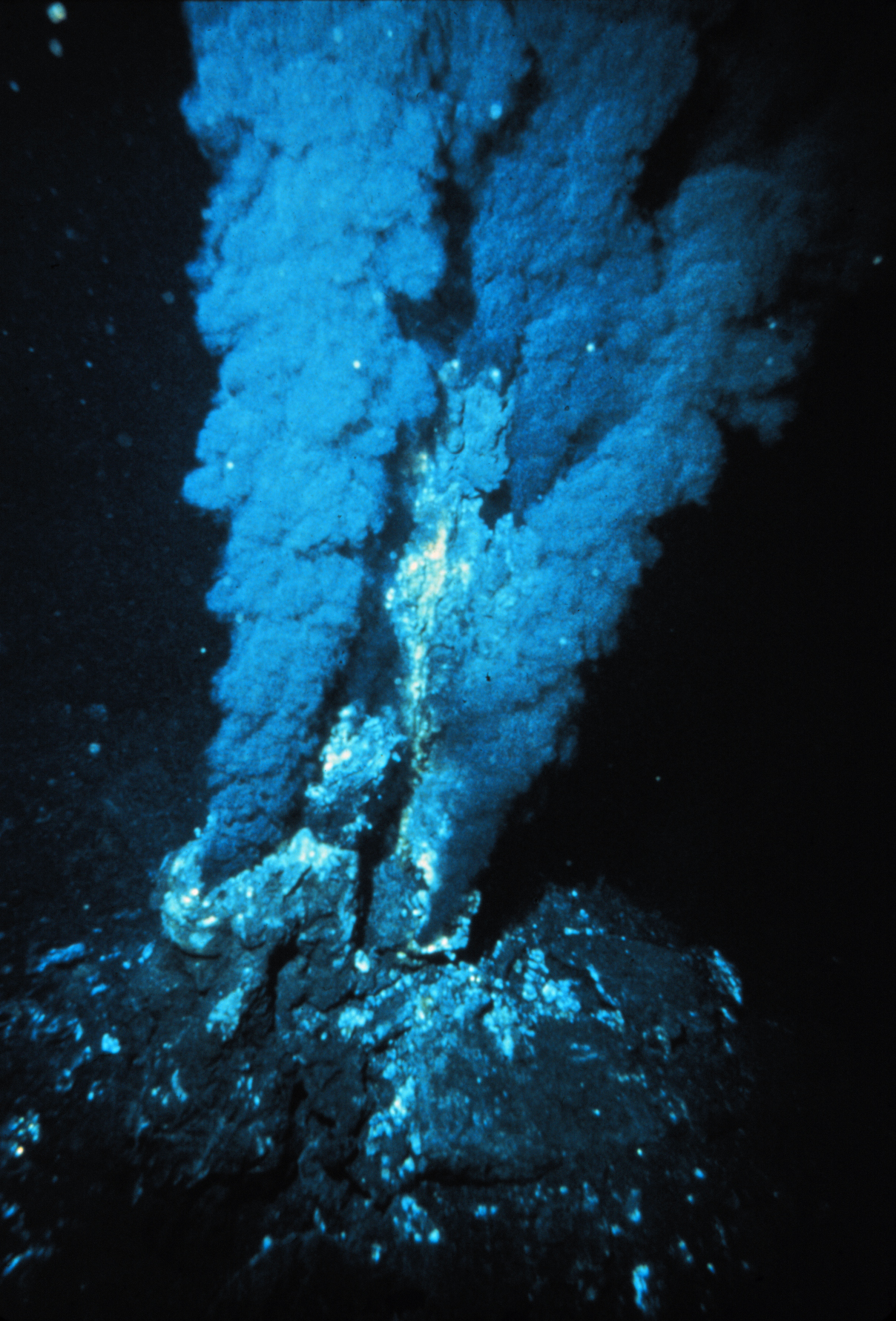
Mélytengeri hőforrás vagy ún. fekete füstölő

Bizonyos modellek szerint az élet a tengerek mélyén, a tektonikus repedések mentén feltörő hőforrások, hidrotermális kürtők közelében keletkezett. Az elmélet hívei szerint az életfolyamatok a források vas-szulfid-tartalmú csapadékán, a feltörő forró, kéntartalmú geotermikus víz és a vas (II)-ionokat tartalmazó óceáni víz határterületén alakultak ki. A természetes úton kialakuló, az ősi üledékekben is megfigyelt háromdimenziós kompartmentek a mai sejtfalak és membránok elődeiként szolgálhattak. A vas- és nikkel-szulfidoknak ismert tulajdonsága, hogy katalizálják a szén-monoxid és a metil-szulfid egyesülését acetil-metilszulfiddá, így lehetővé teszik a szervetlen szén szerves molekulákba való beépülését. A hőforrások kémiai redoxireakciók formájában bőséges és állandó energiaforrást is biztosítanak; ennek során a fém-szilikátok és víz reakciójában keletkező molekuláris hidrogén elektronja kerül át a tengervízben oldott szén-dioxidra, mint elektronakceptorra, ami kimondottan exoterm reakció.
fajalit + víz → magnetit + szilícium-oxid + hidrogén
3Fe2SiO4 + 2H2O → 2Fe3O4 + 3SiO2 + 2H2
Kimutatták, hogy a hőforrások közelében egy abiotikus eredetű protongradiens figyelhető meg, hasonló, mint amiből az élőlények az energiájukat nyerik. Jack W. Szostak szerint a geotermális tavakban nagyobb volt az esély az élet keletkezésére, mert a reakciókhoz szükséges ásványok könnyebben feldúsulnak. Egy, a tengervizet és ásványvizet összehasonlító elemzés szerint az utóbbi optimális mennyiségben tartalmazott bikarbonátokat és kalciumot. Ezekben az édesvízi hőforrásokban ugyanazok a reakciók lejátszódhatnak, mint a tengerben, de pH-juk 9-11 közötti, ami kedvező az aminosavak és nukleotidok polimerizációjához.
Ami a szerves molekulák kialakulását illeti, mind kísérleti adatok, mind számítógépes modellek alátámasztják, hogy a hőforrások ásványi csapadékának felszíne hasonlóképpen tudja katalizálni a reakciókat, mint egyes enzimek teszik és segédkeznek abban, hogy az oldott szén-monoxidból metanol, hangyasav, ecetsav vagy piroszőlősav keletkezzék.

## Egyéb elméletek

### Az agyaghipotézis
A közönségesen előforduló agyagfajta, a montmorillonit katalizálni képes az RNS polimerizációját és a lipidmembránok kialakulását. Ennek alapján a brit Alexander Graham Cairns-Smith 1985-ben publikálta elméletét, miszerint a komplex szerves molekulák a szilikátkristályok felszínéhez tapadva szintetizálódhattak, majd fokozatosan feldúsultak a környező vízben (az elképzelést Richard Dawkins is ismerteti A vak órásmester c. könyvében).
Egy 2007-es publikációban a kutatók azt közölték, hogy kristályok képesek információ tárolására és továbbadására. Kálium-hidrogénftalát kristályokat használva megfigyelték, hogy a szerkezet tökéletlenségei „örökölhetőek”, amikor azokról további „leánykristályokat” növesztettek. Az új generációban is felléptek újabb mutációk, azonban nem sikerült több kristálygenerációra kiterjedő, megbízható információátadó mechanizmusra bukkanni.

### A mély bioszféra-modell
Az osztrák Thomas Gold az 1970-es években vetette fel, hogy az élet nem a felszínen, hanem több kilométerrel alatta jöhetett létre. Gold a kőolaj abiotikus keletkezését is vizsgálta, és feltételezte, hogy a mélység élőlényeinek állandó tápanyagutánpótlásra van szüksége, különben igen gyorsan elfogyasztaná erőforrásait és kipusztulna. Tápanyagként elsősorban a földkéreg mélyebb rétegeiből felszivárgó metánra, esetleg a víz és a redukált vasvegyületek reakciójából felszabaduló hidrogénre gondolt.

### Pánspermia
A pánspermia elmélete szerint az élet az űrből érkezett a Földre aszteroidák vagy üstökösök közvetítésével. Megjegyzendő, hogy ezen a módon űreszközeink révén véletlenül mi is elvihetjük az életet más égitestekre.
A hipotézis nem ad magyarázatot arra, hogyan keletkezett az élet eredetileg, csak annyit állít, hogy egy másik bolygón, esetleg üstökösön. Az elképzelés előnyét az adja, hogy ha a leírt módszer működik, akkor elegendő ha az élet egy helyen kialakul a Galaxisban, onnan képes továbbterjedni más csillagrendszerekre. Konkrét bizonyíték nem áll rendelkezésre arról, hogy mikroorganizmusok érkeztek volna a Földre az űrből, de az ismert, hogy a Marsról átjuthatnak hozzánk szikladarabok, az extremofil baktériumok pedig képesek túlélni az űrbeli körülményeket.

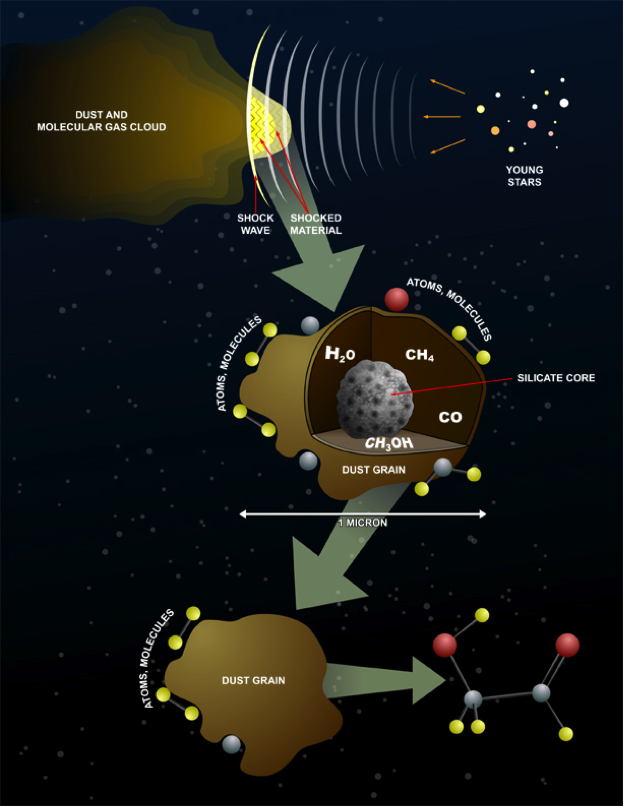
Glikolaldehid szintézise az űrben

Az egyszerű szerves molekulák viszonylag gyakran előfordulnak az űrben; a csillagközi molekuláris felhőkben és a csillagok körül keletkeznek, illetve reagálnak tovább az ionizáló sugárzás hatására. Számítógépes modellek szerint az élet keletkezéséhez szükséges komplexebb molekulák már a bolygók kialakulása előtt, a protoplanetáris korong apró szemcséinek felületén létrejöhettek. A Murchison-meteoritban talált, nukleotidokhoz közeli molekulákról (mint pl. xantin) a szénizotóparányuk alapján úgy vélik, hogy az űrben keletkeztek. 2011-ben a NASA vizsgálatai alapján arra a következtetésre jutottak, hogy a meteoritokban talált olyan DNS-komponensek, mint adenin vagy guanin, szintén a Földön kívül jöhettek létre. A kozmikus por szintén komplex aromás szerves molekulákat tartalmaz.
A galaxis központi régiójában található gázfelhőkben már 2000-ben kimutatták a glikolaldehid jelenlétét, ez volt az első cukormolekula, amelynek űrbéli szintézis bizonyítottá vált. A glikolaldehid egyben az RNS komponenseinek is prekurzora lehet. 2009-ben a NASA a Stardust szonda segítségével vett mintát a 81P/Wild üstökös csóvájából és abban glicint, egy egyszerű aminosavat találtak; glicin egyébként a meteoritokból is kimutatható. Becslések szerint a Föld kialakulását követő, sűrű meteorbecsapódásokkal terhelt időszakban a bolygóra akár 5 millió tonna szerves, prebiotikus anyag is érkezhetett évente.

### Lipidvilág
A lipidvilág elmélete (ún. GARD-hipotézis) azt állítja, hogy az első önreplikáló molekulák lipidszerűek voltak. Közismert, hogy a foszfolipidek vizes környezetben spontán – a biológiai membránokhoz hasonló – kétrétegű hártyát alkotnak. Bár ezek az anyagok még nem voltak jelen a fiatal Földön, hasonló amfifil anyagok bizonyára már akkor is léteztek. Az így létrejött liposzómák képesek újabb molekulák befogadásával a növekedésre, illetve ha elég nagyok, kettéosztódnak. Az elmélet szerint molekuláris összetételükben valamennyire információt is képesek voltak hordozni, még mielőtt színre léptek volna a fejlettebb információtároló nukleinsavak. Az eddigi vizsgálatok eddig csak egy vagy két fajta molekulából álló rendszereket vettek figyelembe, míg a prebiotikus körülmények között létrejött amfifil anyagok nagyon heterogének. A hipotézis szerint a különféle molekulák a membránon belül igen sokféle kombinációban helyezkedhettek el és ezek közül néhány esetleg olyan reakciókat katalizálhatott, amelyek elősegítették egy hiperciklus és egyfajta primitív metabolizmus kialakulását.
A katalitikus centrumok és kémiai anyagok aztán a leányvezikulumokba is átadódhattak, változásokon eshettek át, így megindulhatott a darwini szelekciós folyamat.

### A polifoszfátok problémája
Az abiogenetikus hipotézisek egyik nagy közös problémája, hogy a peptidek inkább hajlamosak hidrolizálódni, mint amennyire az aminosavak peptidekké egyesülni; így szükség van valamilyen külső energiaforrásra, ami elősegíti a polimerizálódást. Egy lehetséges ilyen forrást a polifoszfátok szolgáltathatnak, amelyek közönséges PO3−4 foszfátionok polimerizálódása révén keletkeznek. Elképzelhető, hogy volt tényleges szerepük a korai élet működésében, mert a sejtek legfontosabb energiatároló molekulája ma is az adenozin-trifoszfát (ATP). Ekkor azonban fellép az a probléma, hogy a mindenütt jelenlévő kalciumionok oldhatatlan apatitot képezve reagálnak a foszfáttal és kicsapják azt. Megnyugtató magyarázatot még nem sikerült találni az ellentmondásra, de egyes feltételezések szerint a meteoritok hozhatták a nagy energiatartalmú foszforvegyületeket a fiatal Földre.

### A PAH-világ
A policiklusos aromás szénhidrogének (angol rövidítéssel PAH-ok) gyakran előforduló molekulák az űrben, többek között megtalálhatóak a csillagok közötti anyagban, az üstökösökben vagy a meteoritokban. A PAH-ok prekurzorként szolgálhatnak az RNS szintéziséhez. A NASA állítása szerint a PAH-ok űrbéli körülmények között is képesek hidrogénezés, oxigenizáció vagy hidroxiláció révén átalakulni komplexebb szerves anyagokká, ami akár egy kezdeti lépés is lehet az aminosavak és nukleotidok szintéziséhez vezető úton. A NASA készített egy adatbázist, amelyben figyelemmel kíséri az űrben talált PAH-okat. Becslésük szerint ezek az anyagok tartalmazzák a Világegyetem szénkészletének több mint 20%-át.

## Fordítás
- Ez a szócikk részben vagy egészben  az   Abiogenesis című angol Wikipédia-szócikk ezen változatának fordításán alapul.  Az eredeti cikk szerkesztőit annak laptörténete sorolja fel. Ez a jelzés csupán a megfogalmazás eredetét és a szerzői jogokat jelzi, nem szolgál a cikkben szereplő információk forrásmegjelöléseként.